# 김기환 (1995년)
김기환(1995년 8월 25일 ~ ) 은 전 KBO 리그 NC 다이노스의 선수이다.

## 출신 학교
- 관산초등학교
- 대송중학교
- 소래고등학교